# Jan de Stobnica

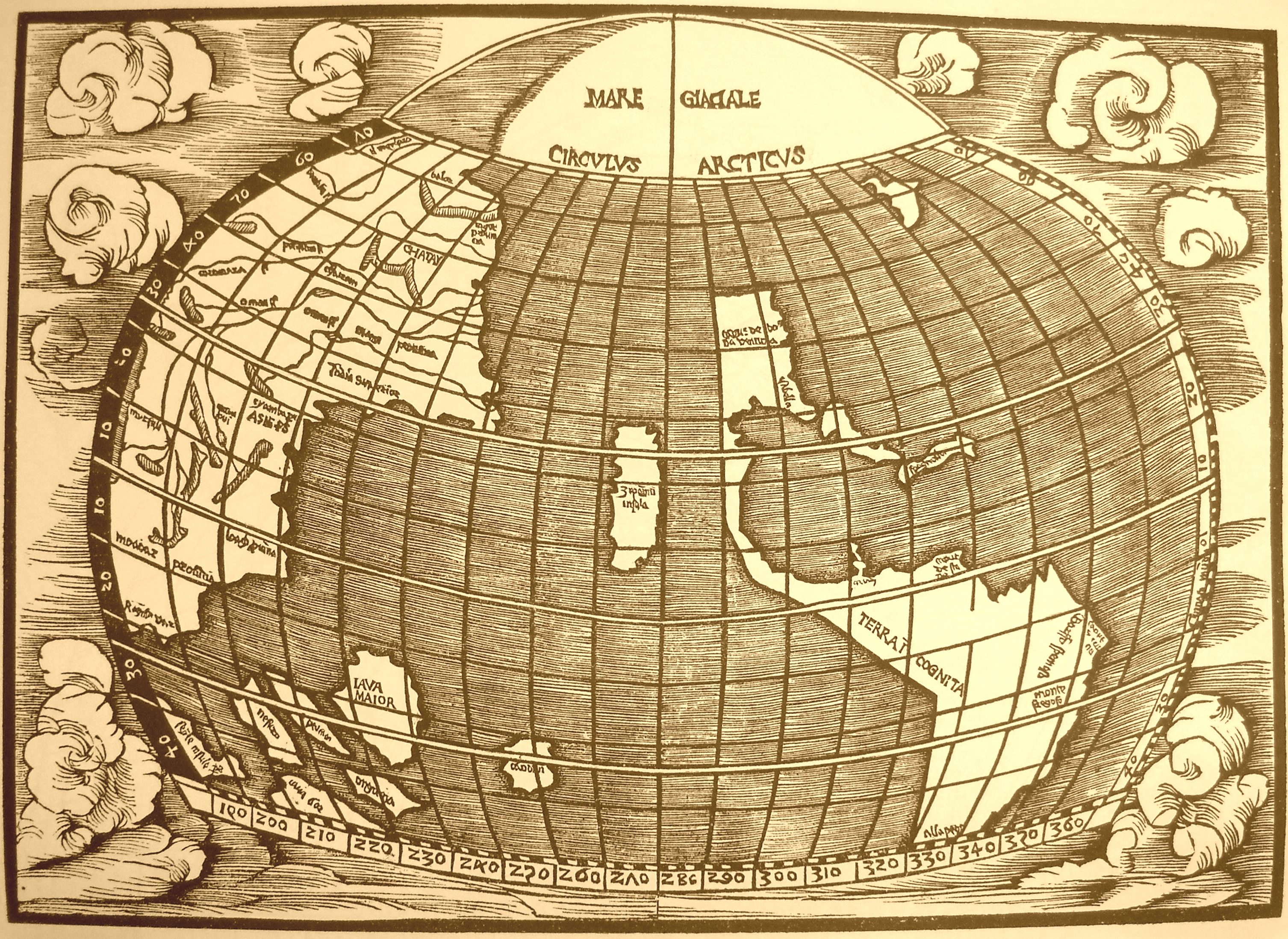
Mapa de América publicado por Jan de Stobnica.

Jan de Stobnica (Stobnica, c. 1470-1530) fue un geógrafo, filósofo y naturalista polaco, profesor de la Universidad Jagellónica y rector de la Academia Lubranski.
Estudió en la Universidad Jagellónica, donde impartió clases como profesor entre 1498 y 1514. Es autor de numerosas obras sobre temas de gramática, lógica, astronomía, geografía, matemáticas, música, ciencia y ética.
El 1512 publicó una obra geográfica, Introductio Ptholomei Cosmographia, que contiene uno de los primeros mapas de Polonia.
Pero más importante aún, esta edición de Jan de Stobnica de la Geografía de Ptolomeo es el primer documento donde, imitando una de las ilustraciones menores de la Universalis Cosmographia de Martín Waldseemüller, figura un mapa de América del Norte y del Sur mostrando explícitamente la conexión por un istmo de ambos continentes. Habiendo estado perdido durante mucho tiempo el mapa de Waldsemüller, se tuvo al mapa de Stobnica por el primero en mostrar América —o la «Terra Incognita»— como un continente separado de Asia.
Esta Cosmographia de 1512 es la más preciada obra polaca de la New York Public Library. Es una de las más antiguas referencias conocidas de América del Norte con el golfo de México delimitado por la península de la Florida, curiosamente etiquetada como Isa-bella (véase el grabado), nombre que correspondería a la Cuba de la época, que, sin embargo, deja en blanco.
También fue el autor del manual de historia natural Parvulus philosophiae naturalis y de disertaciones en el campo de la metafísica, gramática y lógica. Como filósofo fue defensor del escotismo.